# Vasile Belous
Vasile Belous (* 27. August 1988 in Ocnița; † 31. August 2021 in Otaci) war ein moldauischer Boxer im Weltergewicht.

## Karriere

### National
Vasile Belous wurde in der Elite-Klasse 2006 sowie 2007 Moldauischer Meister im Halbweltergewicht und von 2008 bis 2018, elf Mal in Folge Moldauischer Meister im Weltergewicht.

### Kontinentale Meisterschaften
Belous startete bereits bei den Junioren-Europameisterschaften 2007 in Sombor, wo er gegen Muhammad Aswad und Ervin Szabó das Viertelfinale erreichte, wo er gegen Jewgeni Borisow ausschied.
Bei den Europameisterschaften 2008 in Liverpool besiegte er Martin Svoboda, unterlag dann aber im Achtelfinale gegen Jaoid Chiguer. Bei den Europameisterschaften 2010 in Moskau und den Europameisterschaften 2011 in Ankara schied er jeweils im ersten Kampf gegen John Joe Joyce bzw. Denis Lasarew aus.
Bei den Europameisterschaften 2013 in Minsk erreichte er mit einem Sieg gegen Robert Bilík das Viertelfinale, wo er dann von Pavel Kostromin besiegt wurde. Die EU-Meisterschaften 2014 in Sofia beendete er mit einer Bronzemedaille, nachdem er erst im Halbfinale von Eimantas Stanionis gestoppt worden war. Zuvor hatte er Saal Kwatschatadse und Anass Messaoudi geschlagen.
2015 startete er bei den Europameisterschaften in Samokow und den Europaspielen in Baku, wo er jeweils seinen ersten Kampf gegen Vincenzo Arecchia und Anass Messaoudi gewann. In den Achtelfinalkämpfen schied er bei der EM gegen Youba Sissokho und bei den Spielen gegen Pərviz Bağırov aus.
2017 gewann er eine Bronzemedaille bei den Europameisterschaften in Charkiw. Nach Siegen gegen András Vadász, Pavel Kostromin und Damian Kiwior, verlor er erst im Halbfinale gegen Abass Baraou. Bei den EU-Meisterschaften 2018 in Spanien schied er im Viertelfinale gegen Youba Sissokho aus.
Bei den Europaspielen 2019 in Minsk besiegte er Filip Wąchała und Alban Beqiri, ehe er im Viertelfinale gegen Khariton Agrba ausschied.

### Weltmeisterschaften
Seine erste WM-Teilnahme bestritt er bei den Weltmeisterschaften 2007 in Chicago, wo er gegen Jose Virula Lopez und Todd Kidd ins Achtelfinale einzog und dort gegen Alexis Vastine verlor. Bei den Weltmeisterschaften 2009 in Mailand, schied er im ersten Duell gegen Balázs Bácskai aus.
Erfolgreicher verliefen dann die Weltmeisterschaften 2011 in Baku, als er durch Siege gegen Myke Carvalho, Ionuț Gheorghe und Mark Basile ins Viertelfinale einzog und dort nur knapp mit 8:9 gegen Vikas Krishan ausschied. Bei den Weltmeisterschaften 2013 in Almaty gewann er gegen Jamontay Clark, unterlag dann aber gegen Pərviz Bağırov. Bei den Weltmeisterschaften 2017 in Hamburg verlor er im ersten Kampf gegen Manoj Kumar.

### Olympische Spiele
2008 verpasste Belous die Olympiateilnahme durch eine Achtelfinalniederlage gegen John Joe Joyce bei der europäischen Qualifikation in Pescara. 
Durch das Erreichen des Viertelfinales bei der WM 2011, qualifizierte er sich dann für die Olympischen Spiele 2012 in London. Dort besiegte er in der Vorrunde Selemani Kidunda und schied im Achtelfinale gegen Taras Schelestjuk aus.
Bei der Europäischen Olympiaqualifikation 2016 in Samsun schlug er Zdeněk Chládek und Pavel Kostromin, verlor jedoch gegen Eimantas Stanionis und Wladimir Margaryan, womit er in die weltweite Olympiaqualifikation nach Baku musste. Dort konnte er Daniel Adamiec und Juan Pablo Romero besiegen, schied aber im Achtelfinale gegen Souleymane Cissokho aus und konnte sich somit nicht qualifizieren.

## Tod
Am 31. August 2021 verunglückte Vasile Belous in der nordmoldauischen Stadt Otaci mit seinem Auto. Er verlor die Kontrolle über das Fahrzeug und fuhr in die Außenmauer des Klosters Călărășeuca. Er war sofort tot. Er hinterließ Frau und zwei Kinder.